# Forks (The Bear)
"Forks" es el séptimo episodio de la segunda temporada de la comedia dramática televisiva estadounidense The Bear. Es el episodio número 15 de la serie y fue escrito por Alex Russell y dirigido por el creador de la serie Christopher Storer. Fue lanzado en Hulu el 22 de junio de 2023, junto con el resto de la temporada.
La serie sigue a Carmen "Carmy" Berzatto, un galardonado chef de cocina de la ciudad de Nueva York, que regresa a su ciudad natal de Chicago para dirigir la fallida tienda de sándwiches de carne italiana de su difunto hermano Michael. En el episodio, Richie es enviado a un exclusivo restaurante de alta cocina durante una semana, donde descubre más sobre cómo opera el personal.
El episodio fue ampliamente elogiado por la crítica por sus actuaciones, guion, dirección y tono edificante, y algunos lo nombraron entre los mejores episodios de televisión de 2023.

## Trama
Carmy (Jeremy Allen White) decide enviar a Richie (Ebon Moss-Bachrach) a entrenar en Ever, un exclusivo restaurante de alta cocina, durante una semana. A Richie le molesta tener que llegar a las 6 de la mañana, sobre todo porque su trabajo consiste únicamente en lustrar tenedores todo el día. Después de unos días, Richie expresa desprecio por su puesto y entra en conflictos con su supervisor, Garrett (Andrew Lopez). Garrett lo lleva afuera y le dice que el restaurante se basa en la excelencia y el respeto, y que Richie también debe respetarse a sí mismo.
Richie recibe una llamada de Tiffany (Gillian Jacobs), quien le informa que ahora se va a casar, lo que devasta a Richie. Posteriormente, se le permite abandonar su puesto y es llamado a observar al personal, debiendo portar un traje como requisito. Descubre sus métodos y prácticas para ahorrar tiempo en la limpieza y atención a los clientes. Con la ayuda de Garrett y la maître d'hôtel Jessica (Sarah Ramos), Richie comprende sus trabajos y aprende más sobre las comidas y la historia del restaurante. Esto eleva su actitud y decide voluntariamente despertarse incluso más temprano para prepararse adecuadamente para el trabajo. Richie y Garrett hablan sobre la vida de este último y revelan que su trabajo lo ayudó a superar su alcoholismo. Cuando Richie sugiere postularse para un trabajo definido, Garrett dice que no depende de él.
Richie llama a Carmy y lo acusa de enviarlo a Ever solo para deshacerse de él, lo cual él niega. En su último día, Richie entristecido está brillando los tenedores, cuando decide revisar el lugar. Se encuentra con la dueña, la chef Terry (Olivia Colman), limpiando champiñones. Mientras él la ayuda, ella le cuenta cómo usar su propio tiempo libre para ayudar en el restaurante. Después de la muerte de su padre, sus cuadernos la motivaron a abrir finalmente el restaurante. Ella cuenta que nunca era demasiado tarde para empezar, lo que se refleja en el eslogan de la cocina: "Cada segundo cuenta". Mientras se va para ayudar a Jessica, explica que Carmy realmente cree en Richie, por eso lo envió con Ever. Después de que ella se va, Richie mira en silencio el eslogan.

## Producción

### Desarrollo
En mayo de 2023, Hulu confirmó que el episodio se titularía "Forks" y sería dirigido por el creador de la serie Christopher Storer y escrito por Alex Russell. Fue el primer crédito de escritura de Russell y el noveno crédito de dirección de Storer.

### Escritura
Ebon Moss-Bachrach estaba "profundamente conmovido" por la frase "Carmy dice que eres bueno con la gente", y explicó: "Para Richie, parecía que todo se encaminaba hacia esta revelación, su necesidad de tener alguna validación".  En su escena con Colman, dijo: "Creo que el punto de eso era desencadenar algún tipo de frustración o comportamiento físico pero permanecer en el personaje. Puede que de eso no se tratara la escena con el Chef Terry, que se está uniendo, pero me recordó a la clase de actuación de hace años". 

### Rodaje
Las escenas de Ever fueron filmadas en un restaurante de la vida real también llamado Ever, que se encuentra en Chicago. El restaurante ha recibido dos estrellas Michelin, que se cambiaron a tres para la serie. El restaurante cerró durante una semana y también apagó su sistema de reservas en línea para adaptarse al calendario de filmación.
Moss-Bachrach explicó que como Richie es un conocido fan de Ridley Scott, el episodio quería ilustrarlo. El departamento de arte recopiló algunas de sus obras en el episodio; En el apartamento de Richie se ven carteles de Alien y White Squall, y una novelización de Black Rain.

### Música
El productor ejecutivo Josh Senior dijo que conseguir "Love Story (Taylor's Version)" de Taylor Swift en el episodio no fue difícil. Dijo: "Ella fue extremadamente generosa y genial con uno de nuestros actores cantando la canción. Esas son cosas a las que a veces la gente simplemente dice que no, y esa fue probablemente una de las canciones más fáciles de aclarar". 

## Reseñas críticas

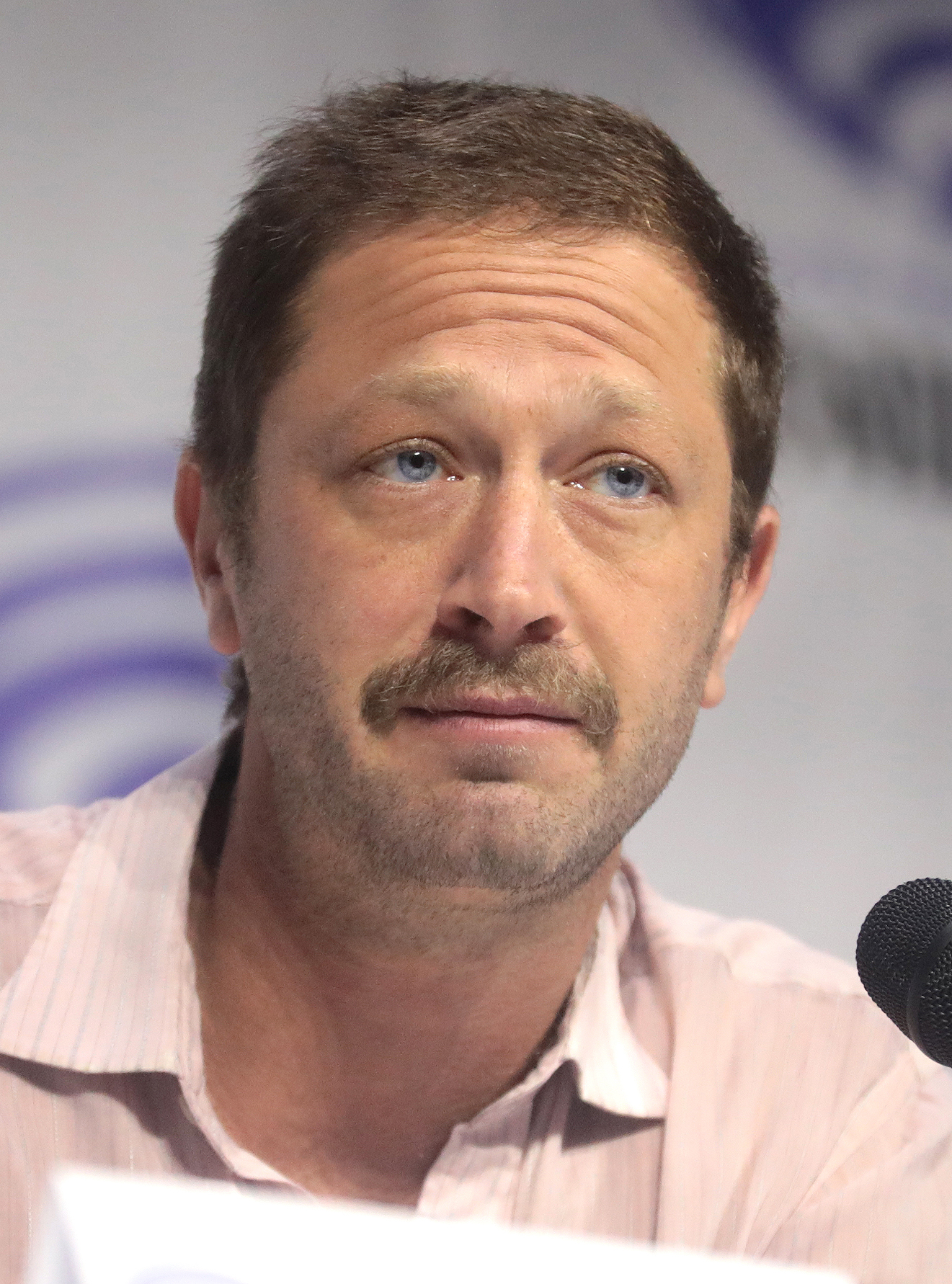
La actuación de Ebon Moss-Bachrach fue elogiada por la crítica.

"Forks" recibió elogios generalizados de la crítica. Daniel D'Addario de Variety escribió: "Momentos como este, en los que dos personas en las trincheras culinarias logran cierta sublimidad mientras sus manos trabajan, son momentos de conexión real que dependen del carácter, la situación y la ligereza del tacto que The Bear, a diferencia de sus momentos más llamativos, luce bien. Más de esto, por favor, chef".
Alan Sepinwall de Rolling Stone nombró el episodio como su favorito de la temporada y escribió: "Es fascinante ver a Richie enamorarse del lugar tan rápidamente, y aun así sentir que Carmy lo envió allí para deshacerse de él por un tiempo. Pero habla de la autoestima patológicamente baja de Richie y en una escena increíblemente encantadora y relajada para cerrar el episodio, la célebre chef Terry le dice a Richie, sin que se lo pida, que Carmy cree en él: "Dijo que eres bueno con la gente", añade. “No se equivoca”. Entre esas palabras de aliento y su lema "Cada segundo cuenta", Richie regresa a The Bear como un hombre cambiado. Ahora usa trajes y él mismo se ha convertido en un fanático de los detalles, rechazando a una posible anfitriona porque ella no lo hacía. No reconozco su táctica estilo Princesa y Guisante con un cubierto desalineado". 
Marah Eakin de Vulture le dio al episodio una calificación perfecta de 5 estrellas sobre 5 y escribió: "Es una lección que debes esperar que Richie tome en serio, y este episodio sugiere que lo hará. Claro, tiene 45 años, pero no está muerto. y ahora sabe lo que ama y ve el propósito que perseguía en el episodio uno. Veamos si puede hacer algo con los años y episodios que quedan por venir".  AJ Daulerio de Decider escribió: "Lo que Richie inicialmente pensó que era el intento de Carmy de deshacerse de él, resultó ser en realidad un gesto de buena fe. Richie tiene un propósito, y es necesario para que The Bear tenga éxito". 
Alec Smith de Collider escribió: "Con el traje puesto, siente una sensación de profesionalismo y la armadura, como él la llama, amplifica y exige su sentido de respeto: respeto no sólo por los demás sino también por sí mismo, algo que Richie siempre ha tenido. "A partir de este momento en la temporada 2, Richie continúa apareciendo en traje, demostrando cuán impactante fue su puesta en escena". Steve Greene de IndieWire escribió: "Es el cierre de un episodio que hace todo lo que The Bear hace mejor. Requiere un poco de ayuda musical. Capta la cacofonía de una cocina tarareando según lo previsto. Y sitúa todo ese caos orquestado dentro de una ciudad y las vidas de las personas que la llaman hogar “Mangia!” en efecto".
Max Covill de Paste escribió: "Hay intriga en estos chefs que explican cómo llegaron a este negocio y por qué es tan gratificante para ellos. Ahí es cuando The Bear es más gratificante. El crecimiento personal de Richie en "Forks" ayuda a crear lo que es posiblemente el mejor episodio de la temporada y no puedo esperar a ver cómo Richie continúa dejándose llevar".  Liz Shannon Miller de Consequence escribió: "La brillantez de “Forks” no se limita a su existencia como una entrega independiente: los mejores programas de televisión saben cómo equilibrar las historias independientes con el flujo general de una temporada. y en el caso de la segunda temporada de The Bear, este episodio sigue a “Fishes”, un descenso de 66 minutos a las profundidades del infierno de las vacaciones familiares. Sobrevivir a “Fishes” crea una profunda necesidad de algún tipo de consuelo; No parece que sea la solución, la catarsis que ofrece es profunda, todo ligado a la caída de aguja más inesperada de la temporada, ya que el camino de Richie hacia la iluminación se convierte en sinónimo de (entre todas las cosas) "Love Story (Taylor's Version)”". 
El episodio se incluyó en muchas publicaciones como uno de los mejores episodios de televisión de 2023, incluidos Rolling Stone, Polygon, Entertainment Weekly, TV Guide y The AV Club.     